# خورخه آسانسا
خورخه آسانسا (انگلیسی: Jorge Azanza؛ زادهٔ ۱۶ ژوئن ۱۹۸۲) دوچرخه‌سوار اهل اسپانیا است. وی در مسابقات تور دو فرانس و جیرو دیتالیا شرکت کرده است. 